# Mickaël François
Pour les articles homonymes, voir François.
Mickaël François (né le 12 mars 1988 à Montfermeil) est un athlète français, spécialiste du 400 mètres haies.

## Biographie
Vainqueur des championnats de France « jeunes » en 2006 et 2007, il se classe quatrième du 400 m haies lors des championnats d'Europe juniors 2007 à Hengelo aux Pays-Bas, et remporte par ailleurs la médaille d'or du relais 4 × 400 m. Il devient champion de France espoir du 400 m haies en 2008. 
En 2009, il se classe sixième des championnats d'Europe espoirs de Novi Sad, en Serbie. Il obtient un nouveau titre national espoir en 2010.
Sélectionné pour les championnats d'Europe par équipes de Gateshead, en juin 2013, Mickaël François se classe troisième de l'épreuve du 400 m haies, derrière l'Allemand Silvio Schirrmeister et le Britannique Dai Greene, dans le temps de 49 s 79. Il porte son record personnel à 49 s 35 le 27 juillet 2013 à Ninove, et obtient sa sélection pour les championnats du monde de Moscou.

## Palmarès
| Date | Compétition                       | Lieu      | Résultat | Épreuve     | Temps         |
| ---- | --------------------------------- | --------- | -------- | ----------- | ------------- |
| 2013 | Championnats d'Europe par équipes | Gateshead | 3e       | 400 m haies | 49 s 79       |
| 2013 | Jeux de la Francophonie           | Nice      | 4e       | 400 m haies | 51 s 60       |
| 2017 | Jeux de la Francophonie           | Abidjan   | 4e       | 400 m haies | 51 s 03       |
| 2017 | Jeux de la Francophonie           | Abidjan   | 3e       | 4 x 400 m   | 3 min 12 s 23 |

### Records
| Épreuve     | Performance | Lieu   | Date            |
| ----------- | ----------- | ------ | --------------- |
| 400 m haies | 49 s 35     | Ninove | 27 juillet 2013 |